# Stygobromus gracilipes
Stygobromus gracilipes är en kräftdjursart som först beskrevs av John R. Holsinger 1967.  Stygobromus gracilipes ingår i släktet Stygobromus och familjen Crangonyctidae. Inga underarter finns listade i Catalogue of Life.